# Ivar Kreuger
Ivar Kreuger ([ˈǐːvar ˈkry̌ːɡɛr] ; 2. března 1880, Kalmar – 12. března 1932, Paříž)  byl švédský stavební inženýr, finančník, podnikatel a průmyslník. V roce 1908 spoluzaložil stavební společnost Kreuger & Toll Byggnads AB, která se specializovala na nové stavební techniky. Agresivními investicemi a inovativními finančními nástroji vybudoval globální zápalkové a finanční impérium. Mezi dvěma světovými válkami vyjednal s různými evropskými, středoamerickými a jihoamerickými vládami monopoly na zápalky, a nakonec ovládl dvě třetiny až tři čtvrtiny celosvětové výroby zápalek a stal se známým jako „Zápalkový král“.
Kreugerovo finanční impérium popsal jeden životopisec jako Ponziho schéma, založené na údajně fantastické ziskovosti jeho monopolů na zápalky. V Ponziho schématu se však prvním investorům vyplácejí dividendy z jejich vlastních peněz nebo peněz následujících investorů. Ačkoli to Kreuger do jisté míry dělal, ovládal také mnoho legitimních a často velmi výnosných podniků a kromě mnoha společností na výrobu zápalek vlastnil banky, nemovitosti, zlatý důl a celulózové a průmyslové společnosti. Mnoho z nich přežilo dodnes. Například firma Kreuger & Toll se skládala z řádných podniků a existovaly další podobné. Jiný autor životopisu nazval Kreugera „géniem a podvodníkem“  a John Kenneth Galbraith napsal, že byl „Leonardem zlodějů“. Kreugerovo finanční impérium se zhroutilo během velké hospodářské krize. Když pak analytici z Price Waterhouse zkoumali příčiny jeho zániku, konstatovali: „Manipulace byly tak dětinské, že každý, kdo měl alespoň základní znalosti účetnictví, mohl vidět, že knihy byly falšovány.“ V březnu 1932 byl Kreuger v ložnici svého bytu v Paříži nalezen mrtvý. Policie dospěla k závěru, že spáchal sebevraždu, ale o desítky let později jeho bratr Torsten uvedl, že byl zavražděn, což vyvolalo řadu kontroverzí.